# Gulbröstad skogsskvätta
Gulbröstad skogsskvätta (Stiphrornis xanthogaster) är en fågelart i familjen flugsnappare inom ordningen tättingar.

## Utbredning och systematik
Fågeln delas in i tre underarter med följande utbredning:
- S. x. xanthogaster – sydöstra Kamerun (floden DJa) och nordöstra Gabon (ovanför Kongoflodens avrinningsområde) österut till sydvästligaste Sydsudan, norra och centrala Demokratiska republiken Kongo samt västra och södra Uganda
- S. x. sanghensis – sydvästra Centralafrikanska republiken (skogsreservatet Dzanga-Sangha)
- S. x. rudderi – skogsreservatet Yoko Forest Reserve i Ubundudistriktet samt Turumbu i Yawendadistriktet i Demokratiska republiken Kongo

Tidigare behandlades den som en del av Stiphrornis erythrothorax.

## Status
Den kategoriseras av IUCN som livskraftig.